# Plagithmysus annectens
Plagithmysus annectens är en skalbaggsart som först beskrevs av Sharp 1900.  Plagithmysus annectens ingår i släktet Plagithmysus och familjen långhorningar. Inga underarter finns listade i Catalogue of Life.